# Střečkovitost
Střečkovitost je parazitární onemocnění zvířat způsobené larvami much – čeledi střečkovitých, lidově zvaných střečci, patřících mezi dvoukřídlý hmyz. Onemocnění patří mezi pravé myiáze. Střečkovitost se týká především spárkaté zvěře, ovcí, skotu, koní, ale též hlodavců a zajícovců. Zatímco onemocnění vyvolávají larvy, dospělé mouchy jsou neškodné, mají zakrnělé ústní ústrojí, které jim dovoluje jen sání rostlinných šťáv, a brzy hynou.

Podle lokalizace larev střečků v hostiteli se rozlišuje střečkovitost:
- podkožní,
- nosohltanová,
- žaludeční.